# Арсеменки
Арсе́менки (рос. Арсеменки) — присілок у складі Даровського району Кіровської області, Росія. Входить до складу Піксурського сільського поселення.
Населення становить 2 особи (2010, 7 у 2002).
Національний склад станом на 2002 рік — росіяни 100 %.